# وقت (ترانه فری نشنالز، مک میلر و کالی اوچیس)
«وقت» (به انگلیسی: Time) ترانه‌ای از گروهٔ موسیقی آراندبی آمریکایی فری نشنالز، رپر آمریکایی مک میلر و خوانندهٔ آمریکایی کالی اوچیس می‌باشد که در ۲۱ ژوئن سال ۲۰۱۹ به‌عنوان یک تک‌آهنگ از نخستین آلبوم فری نشنالز منتشر گردید. «وقت» نخستین انتشار رسمی میلر پس از مرگ او در ۷ سپتامبر سال ۲۰۱۸ می‌باشد.